# Mireille Ballestrazzi
Mireille "Ballen" Ballestrazzi (sinh năm 1954 tại Orange, Pháp) là sĩ quan thực thi pháp luật người Pháp và cựu Chủ tịch Tổ chức Cảnh sát Hình sự Quốc tế (Interpol).

## Sự nghiệp
Năm 2010, Ballestrazzi là Phó Chủ tịch đại diện cho Châu Âu tại Ủy ban Điều hành Interpol và Phó Giám đốc Trung tâm Cảnh sát Tư pháp ở Paris. Tháng 11 năm 2012, Ballestrazzi được bầu làm Chủ tịch Tổ chức Cảnh sát Hình sự Quốc tế (Interpol). Ballestrazzi là nữ chủ tịch đầu tiên của Interpol.
Năm 2014, ngoài vai trò lãnh đạo Interpol, Ballestrazzi trở thành Giám đốc Trung tâm Cảnh sát Tư pháp Pháp.